# کوماتزو
کوماتزو (به ایتالیایی: Comazzo) یک کومونه در ایتالیا است که در استان لودی واقع شده‌است.

## خصوصیات
کوماتزو ۱۲٫۷ کیلومترمربع مساحت و ۲٬۰۰۳ نفر جمعیت دارد.